# Prophet of the Last Eclipse
Prophet of the Last Eclipse è il secondo album solista del chitarrista e compositore italiano Luca Turilli, fondatore ed ex chitarrista dei Rhapsody of Fire. È stato pubblicato il 11 novembre 2002.

## Tracce
1. Aenigma – 1:58
2. War of the Universe – 4:18
3. Rider of the Astral Fire – 5:12
4. Zaephyr Skies' Theme – 3:19
5. The Age of Mystic Ice – 4:53
6. Prince of the Starlight – 5:13
7. Timeless Oceans – 4:18
8. Demonheart – 5:08
9. New Century's Tarantella – 5:15
10. Prophet of the Last Eclipse – 11:48
11. Dark Comet's Reign – 4:43

## Formazione
- Luca Turilli - primo chitarrista
- Olaf Hayer - cantante
- Sascha Paeth - bassista
- Miro - tastierista
- Robert Hunecke Rizzo - batterista, secondo chitarrista